# Inácio de São Caetano
Inácio de São Caetano (ur. 31 lipca 1718, zm. 29 listopada 1788) – portugalski duchowny katolicki, karmelita.
Święcenia kapłańskie przyjął w 1743. Przez 12 lat był lektorem teologii. 17 czerwca 1771 został mianowany biskupem nowo utworzonej diecezji Penafiel. W grudniu 1778 diecezję tę jednak skasowano i w rezultacie otrzymał honorowy tytuł arcybiskupa Tessaloniki. 6 lutego 1787 został mianowany generalnym inkwizytorem Portugalii i zwierzchnikiem portugalskiej inkwizycji. Funkcję tę sprawował aż do śmierci.